# حسرم مبذول
حُسْرم مبذول أو حُسْرم شائع نوع بيوض من الأسماك البحرية التي تنتمي إلى فصيلة كبيرات العيون. لحمها متوسط الصنف مأكول.

## التوزع
هذا النوع غير منتشر ولكنه موزع في المحيطين الهندي والهادئ، من البحر الأحمر وجنوب إفريقيا إلى بُلِنِزْيَة الفرنسية وجنوب اليابان وأستراليا. وبلغ أنه قد لوحظ في جزيرة القيامة .

## الموطن
النوع مرتبط بالشعاب المرجانية، يعيش في المياه البحرية الاستوائية على منحدرات الشعاب الخارجية والمناطق الصخرية وفي البحيرات على عمق يراوح من 8 إلى 250 مترًا، ولكن الأكثر شيوعًا من 30 إلى 50 مترًا.

## الوصف

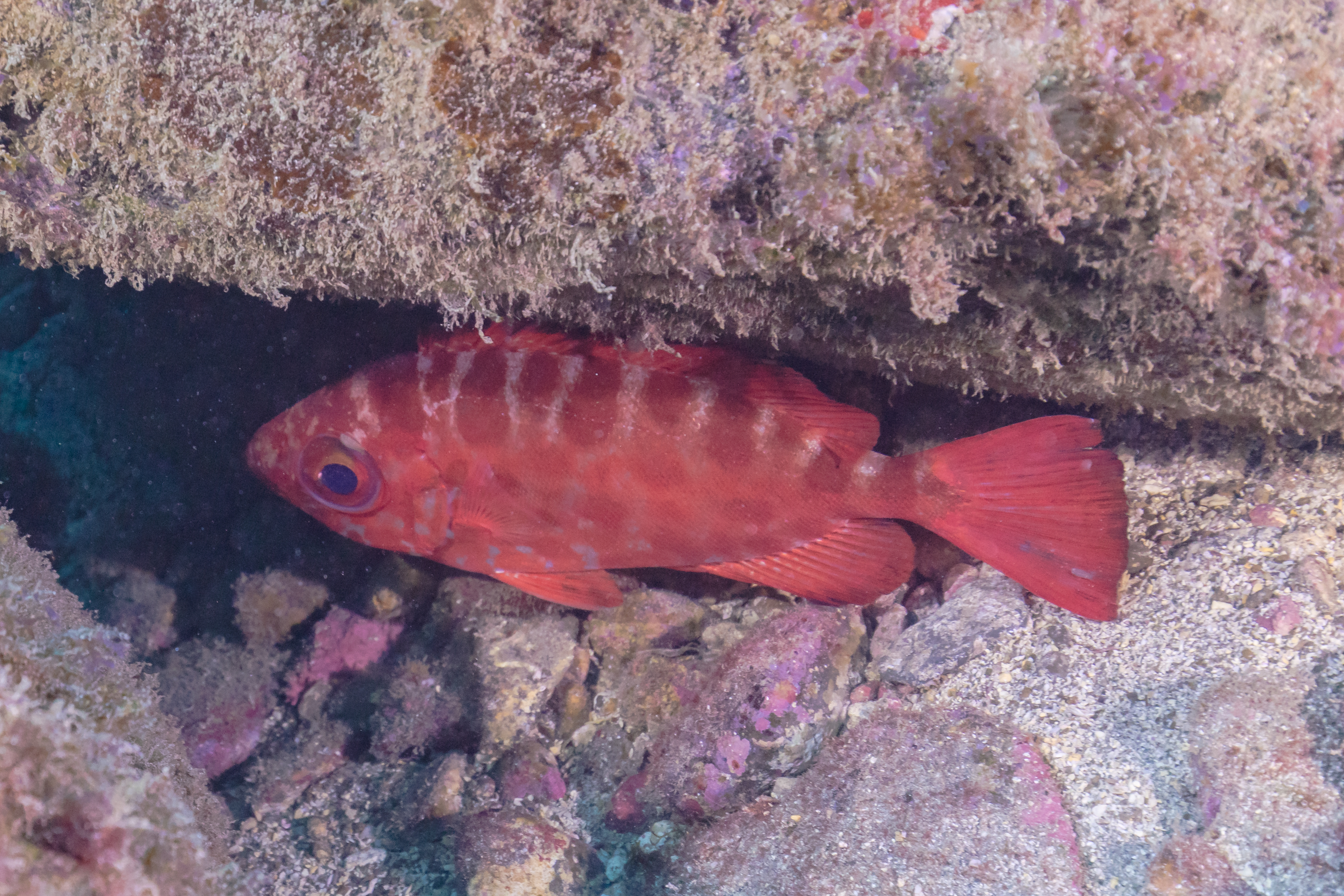
هذه صورة للمنطقة المحمية المدرجة في WDPA

عند النضج الجنسي ، يصل حجم السمكة إلى 19 سم عند الذكور والإناث، ولكن يمكن للذكور الوصول إلى الحد الأقصى للطول 45 سم. جسم ذيله الهلالي كبير الحجم، مضغوط من الجوانب. العيون كبيرة جدًا حمراء (حتى في حالة اللون الفضي). الفم مائل بفك سفلي بارز وأسنان مخروطية صغيرة. يقع طرف الشفة السفلى فوق خط متوسط الجسم. تحتوي الزعنفة الظهرية على 13 إلى 15 حرشفة. زعانف الحوض كبيرة جدًا. الزعنفة الذيلية لها هامش مقعر ذو مسافة بادئة قد يكون على شكل هلال. 
يتلون جسم هذه الأسماك بألوان مختلفة خلال أطوار مختلفة، والتي قد تختلف من البرتقالي إلى الأحمر بالكامل أو الفضي بالكامل، أو الفضة مع ستة أشرطة حمراء عريضة (أول شريط أحمر يقطع العين في الزور).  وهي قادرة على تغيير اللون بسرعة. يحتوي في بعض الأحيان على صف من نحو خمسة عشر بقعة داكنة صغيرة على طول الخط الجانبي  أو بقع كبيرة على الجانب العلوي. الزعانف من الأحمر إلى الوردي الفاتح. 

## معرِض الصور

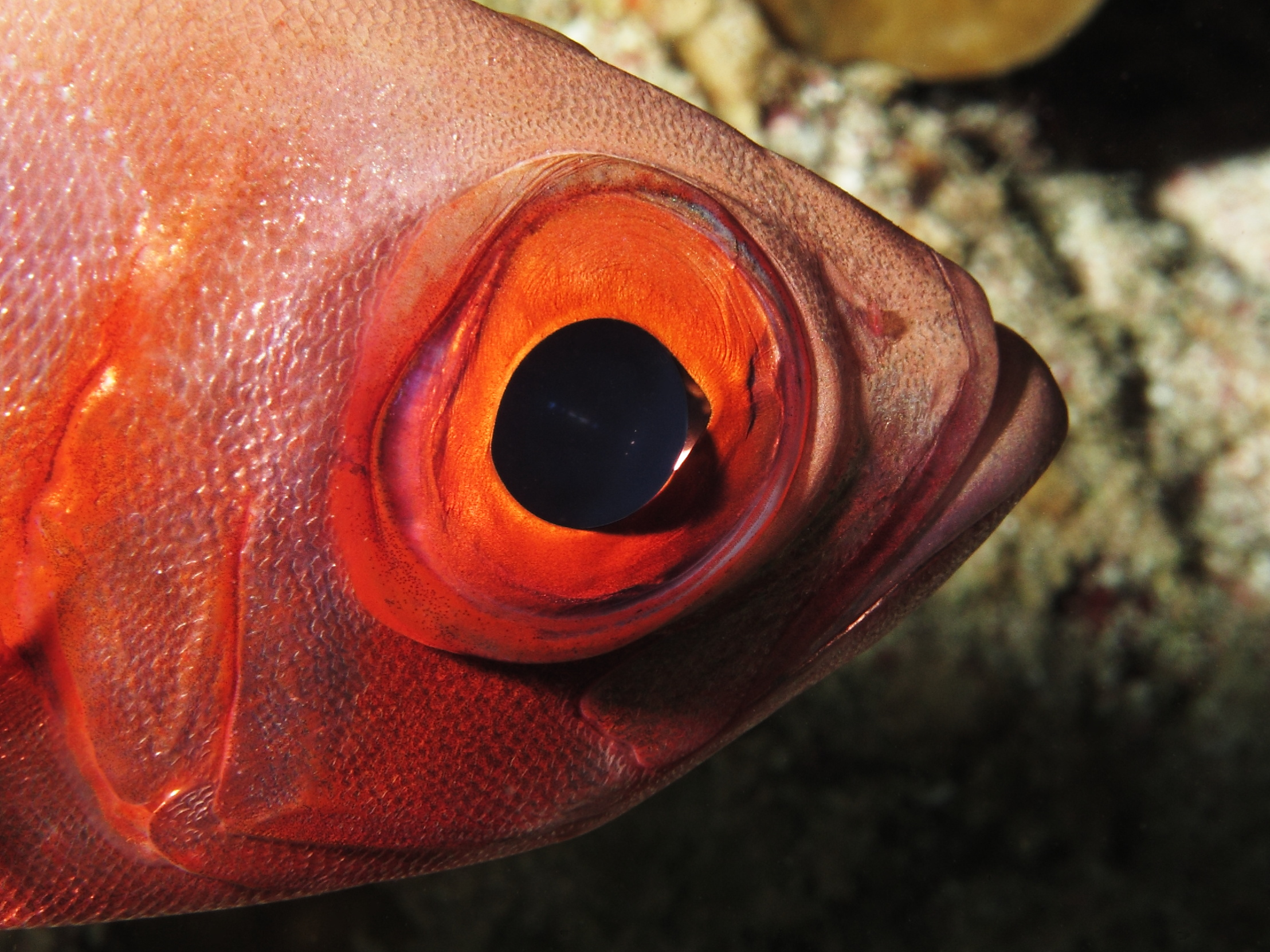
صورة مقرّبة للعين الكبيرة
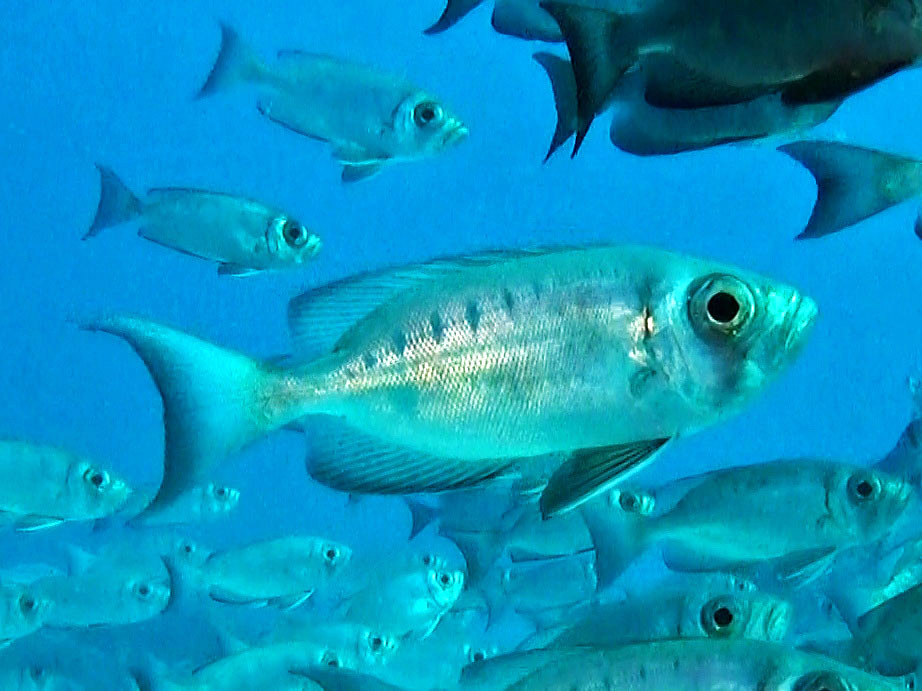
عين كبيرة ذات ذيل هلال في المرحلة الفضية
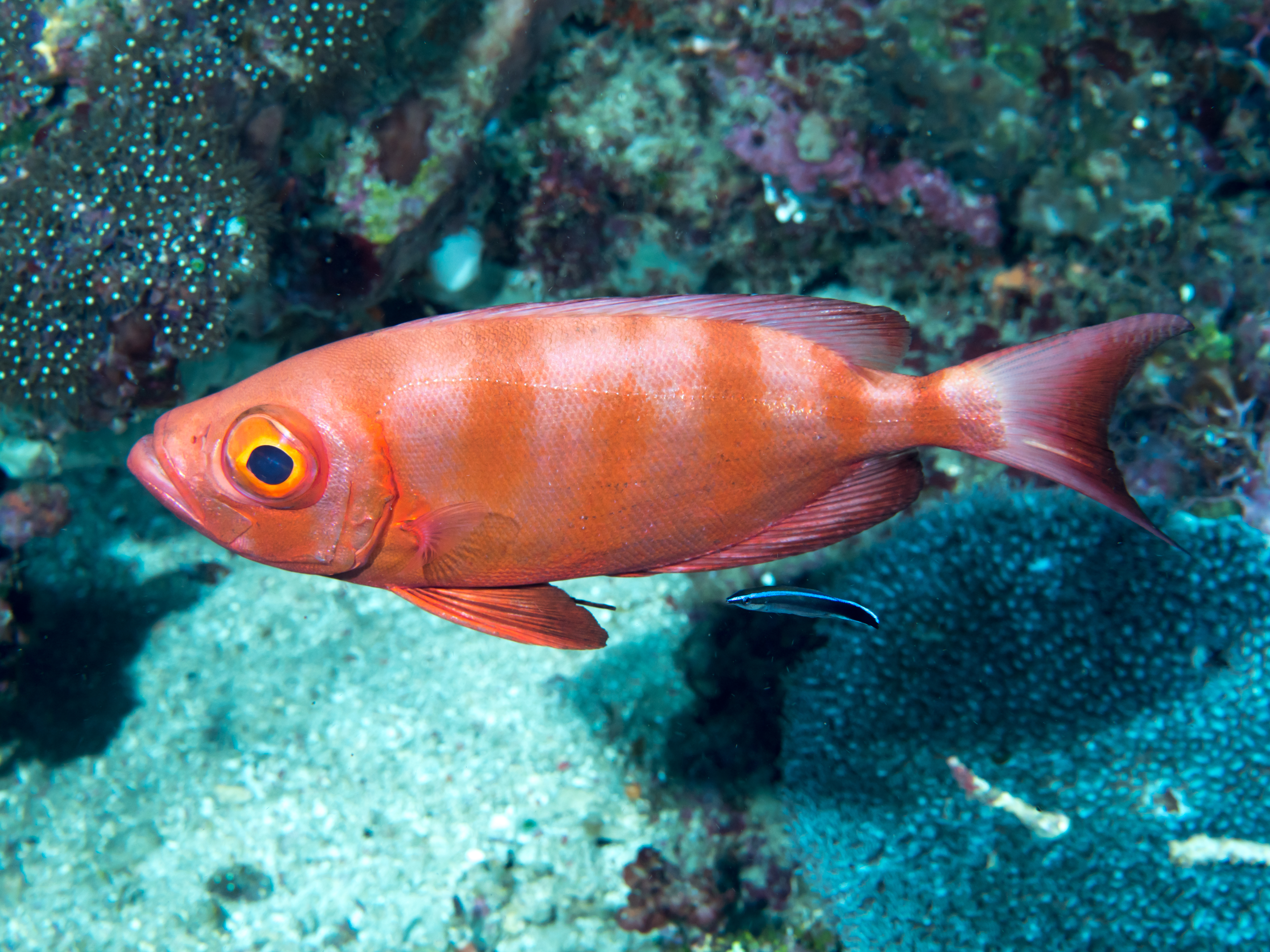
مرحلة اللون المحظور
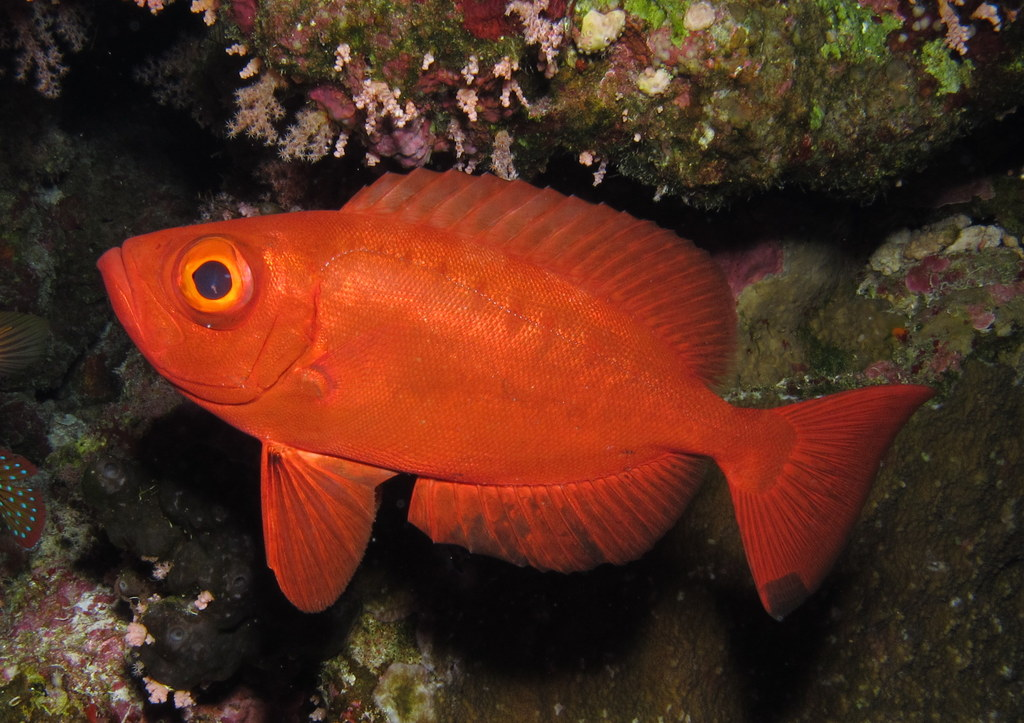
المرحلة الحمراء بالكامل
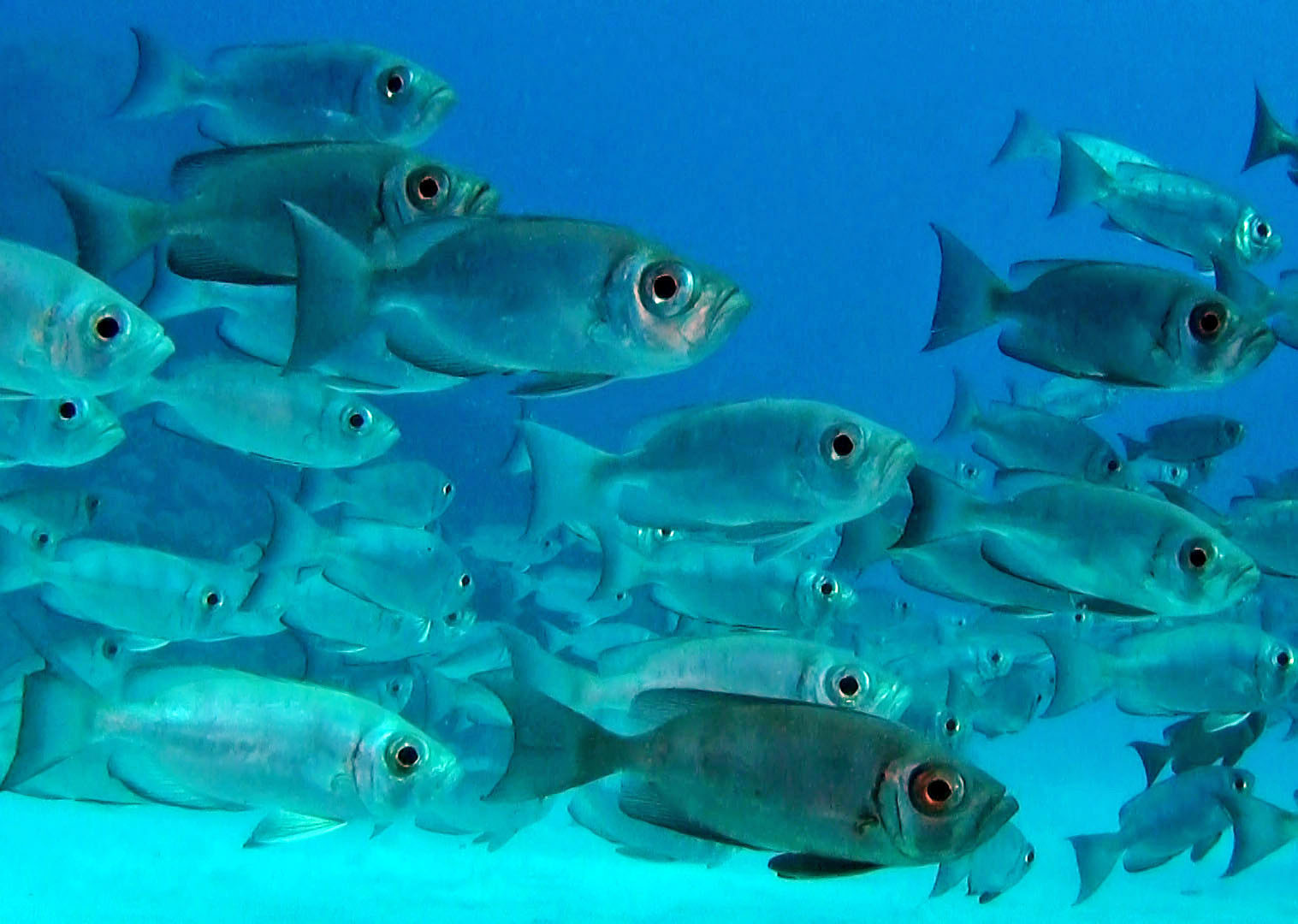
مياه ضحلة من ذيل الهلال

## حياته
يتغذى الحسرم المبذول في الليل على الأسماك الصغيرة والقشريات الصغيرة واللافقاريات المختلفة (رأسيات الأرجل الصغيرة، والجمبري، وسرطان البحر، والديدان متعددة الأشواك، إلخ. ). يمكن العثور على هذه الأسماك على مدار العام، وتبلغ ذروتها في شهر أغسطس. البيض واليرقات والأحداث الصغيرة جدًا هي أسماك السطح .  تعيش هذه الأسماك منفردة، ولكنها قد تشكل أيضًا تجمعات صغيرة وأحيانًا مدارس كبيرة في المياه المفتوحة.